# تشسکا تشرمنا
تشسکا تشرمنا (به چکی: Česká Čermná) یک منطقهٔ مسکونی در جمهوری چک است که در ناحیه ناخود واقع شده‌است.